# NGC 5246
NGC 5246 (również PGC 48128 lub UGC 8612) – galaktyka spiralna z poprzeczką (SBb), znajdująca się w gwiazdozbiorze Panny. Odkrył ją Albert Marth 30 kwietnia 1864 roku.
W galaktyce tej zaobserwowano supernową SN 2004bk.